# Miroslav Štrunc
Miroslav Štrunc (* 30. listopadu 1941) je bývalý český fotbalista, obránce a záložník.

## Fotbalová kariéra
V československé lize hrál za Spartak Praha Sokolovo a Škodu Plzeň. Dal 7 ligových gólů. V Poháru vítězů pohárů nastoupil ve 2 utkáních.

## Ligová bilance
| Ročník                                   | Zápasy | Góly | Minuty | Klub                   |
| ---------------------------------------- | ------ | ---- | ------ | ---------------------- |
| 1. československá fotbalová liga 1962/63 | 10     | 0    | 543    | Spartak Praha Sokolovo |
| 1. československá fotbalová liga 1963/64 | 1      | 0    | 28     | Spartak Praha Sokolovo |
| 1. československá fotbalová liga 1967/68 | 26     | 0    | 2 328  | Škoda Plzeň            |
| 1. československá fotbalová liga 1970/71 | 25     | 0    | 2 065  | Škoda Plzeň            |
| CELKEM                                   | 62     | 0    | 4 964  |                        |